# Мастер побега
«Мастер побега» (англ. The Escape Artist) — британский драматический телесериал 2013 года, созданный сценаристом Дэвидом Уолстенкрофтом и состоящий из трёх частей, снятых режиссёром Брайаном Уэлшем. Главные роли исполнили Дэвид Теннант, Тоби Кеббелл, Софи Оконедо, Эшли Дженсен.

## Сюжет
Адвокат Уилл Бертон (Дэвид Теннант) не проиграл ни одного дела и известен вытаскиванием преступников из «узких юридических углов». В преддверии подачи обращения за званием королевского адвоката, Бертон соглашается защищать Лиама Фойла (Тоби Кеббелл) — подозреваемого в ужасном убийстве Сандры Маллинз, в отношении невиновности которого у Уилла закрадываются сомнения. Исследовав доказательства, он находит лазейку, и судья оправдывает Фойла по техническим причинам.
В отместку за пренебрежительное, по его мнению, отношение к нему со стороны Бертона, Фойл начинает преследовать его жену Кейт (Эшли Дженсен) и сына Джейми (Гас Барри). Когда Бертон приезжает в их загородный дом, он находит свою зверски убитую жену и сына, находящегося в шоке, после чего видит за окном Фойла. Адвокат Мэгги Гарднер (Софи Оконедо), ведущая свою карьеру в тени Бертона, занимает сторону защиты Фойла. Команда обвинения состоит из двух коллег Бертона, у которых мало улик, вследствие чего Уилл начинает собственное расследование. Он обнаруживает, что женщина, предоставившая алиби Фойлу, ухаживает за его имуществом. После обыска полиция находит улики против Фойла. Преодолев свой страх, Джейми наконец описывает события, произошедшие в доме, что приводит к обнаружению материалов ДНК.
Гарднер дискредитирует показания против Фойла, и судья выносит оправдательный приговор, однако Мэгги становится всё более уверенной в виновности подсудимого, когда он начинает преследовать её. Бертон следует за Фойлом в Шотландию и противостоит ему, что приводит к смерти подозреваемого. Бертон обвиняется в убийстве и решает сам защищать себя в суде. Во время совещания жюри, Гарднер противостоит Бертону со своей теорией того, что он совершил «идеальное преступление». Жюри возвращается с вердиктом «Не доказано», и Бертон выходит на свободу.

## В ролях
| Актёр         | Роль           |
| ------------- | -------------- |
| Дэвид Теннант | Уилл Бертон    |
| Брид Бреннан  | Мэри           |
| Эшли Дженсен  | Кейт Бёртон    |
| Гас Барри     | Джейми Бёртон  |
| Софи Оконедо  | Мэгги Гарднер  |
| Тоби Кеббелл  | Лиам Фойл      |
| Моника Долан  | Эйлин Моррис   |
| Антон Лессер  | Ричард Мэйфилд |

| Актёр          | Роль          |
| -------------- | ------------- |
| Тони Гарднер   | Тревер Харрис |
| Стивен Уайт    | Дэнни Монк    |
| Джини Спарк    | Тара          |
| Патрик Райкарт | Гэвин де Суза |
| Рой Марсден    | Питер Симкинс |
| Кейт Дики      | Дженни        |
| Алистэр Петри  | Джулиан Фоукс |

## Производство
Сценарий и идея сериала были созданы Дэвидом Уолстенкрофтом («Призраки», «Отстреливая собак»), сказавшим, что «закон часто кажется интеллектуальным упражнением, но стоит поцарапать его поверхность, и оказывается всё это кровь и кишки. Я хотел написать триллер о юридическом мире, таких же первичных чувствах, как и перипетии дела». В актёрский состав среди прочих вошли Дэвид Теннант («Доктор Кто», Настоящая любовь), Тоби Кеббелл («Рок-н-рольщик», «Чёрное зеркало»), Софи Оконедо («Удар», «Уголовное правосудие») и Эшли Дженсен («Массовка», «Дурнушка»). Съёмки начались 31 января 2013 года. Режиссёром выступил Брайан Уэлш, продюсерами Хилари Беван Джонс и Пол Фрифт, исполнительным — Мэттью Рид.

## Показы
В Великобритании показ сериала прошёл в 2013 году по телеканалу «BBC One»: первая серия — 29 октября, вторая — 5 ноября, и третья — 12 ноября. В США сериал был показан в двух частях по 90 минут по телеканалу «Public Broadcasting Service» 15 и 22 июня 2014 года, соответственно. В России сериал был показан в двух частях в 2015 году по Первому каналу: первая — 14 января, вторая — 15 января.

## Критика
«Леденящий и кровавый юридический триллер, исследующий границы между законом и справедливостью» — так охарактеризовал этот мини-сериал обозреватель из «Radio Times».
Сэм Уолластон из «Guardian» отметил, что «Мастер побега» — «отличный сериал», заставляющий зрителей погружаться в атмосферу психоза разных мест, «жуткого и ужасного, как ад», в результате чего «триллер не только о том, что происходит в зале суда, а о том, что влияет на жизнь людей на улице». Брайан Лоури из «Variety» сказал, что сериал «является триллером без очень острых ощущений, но извивающимся на достаточном количестве поворотов — и в качестве удовольствия Дэвид Теннант и Софи Оконедо — заманивают аудиторию в благословленное терпение наслаждения такой вяло-текущей криминальной драмы». Аласдэр Уилкинс из «The A.V. Club» отметил, что вначале сериал являет собой «сдвиг между гладким юридическим триллером и характерным исследованием горя, прежде чем в конечном итоге поворачивает по направлению к расследованию психоза и преступности, расположившемуся где-то между фильмом Альфреда Хичкока и эпизодом "«Мыслить как преступник»»", однако отсутствию «повествовательной последовательности уже ничто не помогает», в результате чего теряется фокусировка на персонажах, наряду с их общей недоработанностью.
Дороти Рабинович из «The Wall Street Journal» заметила, что сериал наделён «эффектно устойчивым напряжением, драматизмом, который никогда не теряет запах катастрофы или свою способность индуцировать подлинный ужас в аудитории. Он успешно, несмотря на свои маленькие перегибы в логике, завораживает, несмотря прерывания на периодические паузы любования на сюжетные линии». Хэнк Стювер из «The Washington Post» задал вопрос «почему достаточно прозаичный, конечно предсказуемый и слишком долгий, современный правовой триллер просто смотрится и чувствуется намного лучше, когда является британским», ответив, что «зайдя в усидчивости слишком далеко, "Мастер побега" становится историей о мести. И все же, по невыразимым европоцентричным причинам, которые я описал ранее, вы продолжаете наблюдать и ждать сюрприза. В момент восторга вы можете легко попасть обратно на мягкий, но элегантный "Мастер побега"».

## Эпизоды
|  | 1 | 3 | 29 октября 2013 | 12 ноября 2013 | 17 июня 2014 |

#### Первый сезон
| № | № | Название             | Режиссёр    | Сценарист          | Дата показа в Великобритании | Зрители Великобритании (миллионы) |
| --- | - | -------------------- | ----------- | ------------------ | ---------------------------- | --------------------------------- |
| 1 | 1 | «Серия 1» «Series 1» | Брайан Уэлш | Дэвид Уолстенкрофт | 29 октября 2013              | 6.19                              |
| Талантливый адвокат Уилл Бертон пользуется большим спросом потому что не проиграл ни одного дела. Но когда он успешно защищает Лиама Фойла, обвиняемого в громком убийстве, у него есть основания сожалеть о своих юридических навыках. Фойл является серийным убийцей — и вскоре он выйдет на охоту за своей следующей жертвой. |   |                      |             |                    |                              |                                   |
| 2 | 2 | «Серия 2» «Series 2» | Брайан Уэлш | Дэвид Уолстенкрофт | 5 ноября 2013                | 5.32                              |
| Лиам Фойл вернулся на скамью подсудимых и Мэгги встала на его защиту, решив доказать, что она равна Уиллу Бертону по мастерству, в результате чего серийного убийцу оправдывают. Адвокаты обвинения не уверены, так как без вещественных доказательств и свидетелей добиться своего невозможно и им нужна вся помощь, которую они могут получить. В то время как обвиняемый продолжает терроризировать его близких, блестящий адвокат находит способ как помочь суду. |   |                      |             |                    |                              |                                   |
| 3 | 3 | «Серия 3» «Series 3» | Брайан Уэлш | Дэвид Уолстенкрофт | 12 ноября 2013               | 5.64                              |
| Мэгги пошла на многое, чтобы выиграть дело, оказавшись еще ближе к хитрому и опасному Лиаму Фойлу. В то же время, Бертон, осознавая то, что убийца снова на свободе, вынужден выйти за рамки профессии, помогавшей ему всю его сознательную жизнь и найти окончательную справедливость. |   |                      |             |                    |                              |                                   |